# 애니매니악스
《애니매니악스》(영어: Animaniacs)는 워너 브라더스 애니메이션과 앰블린 엔터테인먼트가 제작한 미국의 텔레비전 애니메이션이다. 《애니매니악스》는 스티븐 스필버그와 워너 브라더스 애니메이션의 두 번째 합작 애니메이션으로 알려져 있다. 워너 브라더스 애니메이션 사의 첫 번째 애니메이션 작품이자 《애니매니악스》의 전신 프로그램인 《타이니 툰》은 젊은 시청자와 일부 성인 시청자들 가운데 성공하였다.
《애니매니악스》는 1993년 폭스 키즈에서 처음 방송되었으며, 1995년부터는 The WB의 낮시간대 블록 편성인 '키즈 WB'(Kids' WB)를 통해 방송되었다. 총 99편과 장편영화 《와코의 소원》(Wakko's Wish)이 제작되었고, 카툰 네트워크와 니켈로디언 등의 애니메이션 채널에서 재편성된 적도 있다. 최근에는 2013년 1월부터 허브 네트워크를 통해 방송되었다. 2013년 9월 24일, 《애니매니악스》는 TV 가이드라는 미국 주간지에서 〈역대 최고의 TV 프로그램 60〉(60 Greatest TV Shows Of All Time)이라는 타이틀로 등재되었다.

## 배경
이 만화에 등장하는 워너 삼남매와 다른 캐릭터들은 미국 캘리포니아주 내 버뱅크에서 살고 있다. 이들은 여러 곳을 돌아다니거나 과거와 현재를 넘나들면서 유명인사와 신화 인물 등과 직접 만난다. 캐스팅 및 레코딩 디렉터인 앤드리아 로마노(Andrea Romano)는 워너 남매가 출연하고 다른 캐릭터를 만나면서 소개해줌으로써 쇼를 묶어주는 역할을 한다고 말했다. 각 에피소드에는 2~3편의 단편으로 이루어져 있다.

## 반응
《애니매니악스》는 어린이와 성인 팬들을 형성하면서 매우 성공적인 프로그램이 되었다. 당시 경쟁작들보다 높은 평점을 받았으며, 8개의 데이타임 에미상과 1개의 피바디상을 수상받았다.

### 평점 및 인기도
《애니매니악스》는 2~11세 어린이와 6~11세 어린이들에게 2번째로 인기있는 프로그램이 되었다. 다른 애니메이션 작품들과 마찬가지로, 《애니매니악스》는 '폭스 키즈' 채널의 시청률을 경쟁 채널보다 훨씬 많이 가져다주었다. 1993년 11월, 《애니매니악스》와 《타이니 툰 어드벤처》는 시청률에서 거의 《오리형사 다크》와 《구피와 친구들》의 경쟁 프로그램 격이 되었다. 키즈 WB에서 방송되었을 때는 매주 약 100만 명의 어린이 시청자를 끌어모았다.
《애니매니악스》는 어린이 시청자 가운데서 인기를 끌었지만, 성인 시청자 층에서도 긍정적인 반응이 나타났다. 1995년, 《애니매니악스》가 방송되는 평일 오후 4시와 토요일 아침 8시 시청자의 5분의 1 이상이 25세 이상이었다. 성인 팬이 늘어나자 이는 최초의 인터넷 팬덤 문화 형성으로 이어졌다. 전성기 때는 인터넷 뉴스그룹 alt.tv.animaniacs가 (대부분이 성인인) 팬들이 모인 장소로 운영되었는데, 작품에 관한 참고 안내서나 팬 픽션, 팬이 만든 자작물 등이 공유되었다. 온라인 상에서의 프로그램 인지도는 프로듀서에 의해 알려지게 되었고, 1995년 8월 뉴스그룹에서 가장 많은 활동을 보인 회원 중 20%는 워너 브라더스 애니메이션 스튜디오에 초대되었다.
1993년 11월, 당시 폭스와 제휴를 맺은 텍사스주 댈러스 지역채널 KDAF는 사흘 동안 송신기 문제로 인해 《애니매니악스》가 방송돼야 할 시간에 아무런 화면도 나타나지 않았음에도 불구하고, 이 기간동안 약 11,000가구는 여전히 KDAF에 의존했으며, 시청률은 경쟁대상인 KXTX-TV의 어린이 프로그램의 거의 2배였다.

## 역사
본 문서의 이해를 돕기 위한 비자유 그림이 있습니다. 
링크의 파일을 직접 올려 주세요

### 사전제작
《애니매니악스》가 제작 단계로 도입하기 전, 많은 콜라보레이션과 브레인스토밍 노력에 의해 캐릭터와 시리즈의 전제가 만들어졌다. 예를 들어, 처음에 등한시되던 캐릭터 리타와 런트(Rita and Runt)가 작품의 주요 인물이 된다거나, 워너 삼남매가 (작품의 시니어 프로듀서인) 대학 시절의 톰 루거가 그렸던 오리 캐릭터로 선정된 것 등이다. 캐릭터가 만들어진 후, 책임 프로듀서인 스티븐 스필버그는 그 캐릭터들을 작품상에 포함시키기로 결정했다. (참고로 버튼과 민디(Buttons and Mindy)는 스필버그의 딸에 의해 포함되었다.) 캐릭터 디자인은 여러 작가들의 캐리커쳐와 초기 미국 만화의 디자인, 그리고 좀 더 간단해진 현대 디자인의 캐릭터를 포함한 다양한 소스를 통해 만들어졌다.

### 폭스 키즈에서의 방송
《애니매니악스》는 폭스의 블록 편성인 폭스 키즈를 통해 1993년 9월 13일부터 1995년 9월 8일까지 방송되었다. 폭스 키즈 방송 당시, 《애니매니악스》는 인기를 끌게 되었고 2~11세 어린이들한테는 2번째로 인기있는 프로그램이, 6~11세 어린이들에게는 《무적 파워레인저》 다음으로 인기있는 프로그램이 되었다. 1994년에는 단편인 《I'm Mad》를 통해 인기를 또 한 번 끌어올렸다. 폭스 키즈는 단편영화를 제외하고는 애니메이션의 65번째 편까지 방송하고 이후의 새로운 에피소드는 방송하지 않았다. 이후 《애니매니악스》는 폭스 키즈서 약 1년간 재방송되었고, 자신을 방송해줄 새로운 방송사의 블록 편성대인 키즈 WB로 옮겼다.

### 키즈 WB에서의 방송
워너 브라더스 애니메이션은 《애니매니악스》를 계속 제작하기 위해 지속적인 투자를 할 수 있을 정도로 작품의 인기도는 상승했고, 이후 1995년 9월 9일 키즈 WB를 통해 13편으로 이루어진 새 시즌이 전파를 타게 되었다. 애니메이션에 등장하는 또 다른 인기 캐릭터인 '핑키'와 '브레인'은 하나의 독립된 애니메이션 작품으로 재탄생되었고, 《애니매니악스》를 시청하는 어린이는 매주 백만 명을 넘어서는 등 성공하는 듯했다. 그러나 성인 시청자는 끌어모은 반면, 키즈 WB의 목표대상인 어린이 시청자는 점점 빠져나가는 등 예상치 못한 방향으로, 즉 애매한 상황으로 성공한 것이다. 이러한 예상치 못한 결과는 광고주들이 (키즈 WB를 운영한 방송국인) The WB(이하 'WB')를 압박하기 시작했고, 불만은 방송사에서 《애니매니악스》 작품 자체로 옮겨갔다. WB에 공급되는 에피소드 수는 점점 줄어들고, 그나마 남아있던 대본과 스토리보드를 갖고 만들었기 때문에 본래 18편으로 제작하기로 했던 계획을 수정해 8편만 제작하는 등 애니메이션 제작은 힘들어졌다. 1998년, 결국 《애니매니악스》는 해당 프로그램의 편성책임자였던 제이미 캘르너(Jamie Kellner)에 의해 WB와의 계약이 끊겼고, 1998년 11월 14일 99번째 편을 끝으로 모든 방송이 종료되었다. 이후 1999년 12월 21일 장편영화인 《와코의 소원》(Wakko's Wish)이 비디오 제품으로 발매되었다.

### 신디케이션
《애니매니악스》 작품 제작 종료 이후, 스티븐 스필버그는 워너 브라더스 애니메이션과 함께 비교적 짧게 방송된 《Freakazoid!》와 《애니매니악스》의 파생작인 《핑키와 브레인》(Pinky and the Brain)을 제작하였다. 또한 워너 브라더스는 90년대 후반 《Histeria!》와 《Detention》이라는 2개의 코미디 애니메이션 시리즈를 제작했다. 하지만 두 작품은 성공하지 못하고 짧게 방송되었다. 이후 워너 브라더스는 《Histeria!》의 예산 한도를 초과해버려 자사의 애니메이션 스튜디오의 규모를 줄였고, 이후 제작될 코미디 애니메이션 작품들은 중단되었다.
《타이니 툰》과 《애니매니악스》는 1990년대부터 2000년대 초반까지 신디케이션을 통해 재방송되었다. 미국 내에서, 이 작품은 카툰 네트워크에서 1998년 8월 31일부터 2001년까지 방송되었고, 니켈로디언이 《애니매니악스》를 방송하기 위해 카툰 네트워크로부터 방영권을 얻어낸 후 2001년 9월 1일 방송을 시작하였다. 니켈로디언은 이 작품을 당시 2001년 5월 1일 새로 개국한 자매 채널 닉툰스로 옮겨 개국과 동시에 방송을 시작하였고, 2005년 7월 7일까지 방송하였다. 이 프로그램은 《타이니 툰》과 함께 무메랑에서도 방송되었다. 《애니매니악스》는 2012년 12월 24일 허브 네트워크를 통해 특집으로 4시간 연속 방송되었고, 이후 2013년 1월 7일부터 정규 편성되었다. 이 작품은 니켈로디언과 닉툰스에서 방송되었을 당시 도입부와 원래와 다르게 바뀌거나 짧아졌고, 《핑키와 브레인》의 도입부와 비슷해졌다.

## 프랜차이즈

### 출판
《애니매니악스》 만화책은 1995년부터 2000년까지 DC 코믹스를 통해 59권 및 특별편 2권이 출간되었다. 처음에는 메인이 아닌 카메오로 등장했던 캐릭터 '핑키'와 '브레인'이 후에 인기를 얻자 만화책은 제목을 (그 캐릭터들의 이름이 포함된) 《Animaniacs! featuring Pinky and the Brain》으로 바꾸었다. 《애니매니악스》 코믹 시리즈는 《펄프 픽션》과 《엑스파일》 등의 영화나 TV 프로그램을 패러디하기도 했다.

### 음반
《애니매니악스》에는 여러 삽입곡이 사용되었기 때문에 음반 회사인 라이노 엔터테인먼트와 타임 워너 키즈는 작품에 사용된 곡을 수록한 앨범을 제작했다. 두 회사가 발매한 앨범은 《Animaniacs》(1993년), 《Yakko's World》(1994년), 《A Christmas Plotz》(1995년), 《Animaniacs Variety Pack》(1995년), 《A Hip-Opera Christmas》(1997년), 《The Animaniacs Go Hollywood》(2003년), 《The Animaniacs Wacky Universe》(2003년), 그리고 컴필레이션 앨범인 《The Animaniacs Faboo! Collection》(1995년)이 있다.

## 관련 문헌
- Lenburg, Jeff (1999년 8월). 〈Animaniacs [Theatrical Short]〉. 《The Encyclopedia of Animated Cartoons》 (영어) 2판. 뉴욕: Checkmark Books. 51쪽. ISBN 0-8160-3831-7.
- Lenburg, Jeff (1999년 8월). 〈Steven Spielberg Presents Animaniacs [Television Series]〉. 《The Encyclopedia of Animated Cartoons》 (영어) 2판. 뉴욕: Checkmark Books. 520쪽. ISBN 0-8160-3831-7.
- Goldmark, Daniel (2002년 12월 1일).  Yuval Taylor, 편집. 《The Cartoon Music Book》 (영어). 시카고: Chicago Review Press. ISBN 978-1-55652-473-8.
- Sandler, Kevin (1998년 6월 1일). 《Reading the Rabbit: Explorations in Warner Bros. Animation》 (영어). 뉴브런즈윅: Rutgers University Press. ISBN 0-8135-2538-1.